# 江宁县
江宁县始设于西晋太康二年（281年），其后有多次变更，位于今天的南京市。

## 历史
太康元年（280年），东吴政权灭亡，西晋改建业为秣陵县，又从秣陵县分出临江县，次年更名为江宁县。隋朝大业元年（605年）复改蒋州为丹阳郡，二年（606年）建康、秣陵、同夏、丹阳、湖熟等县合为江宁县。县治由江宁镇迁至冶城（今南京市建邺区朝天宫一带）。唐朝武德三年（620年）改江宁县为归化县，武德八年（625年）改称金陵县，武德九年（626年）迁于白下村，改称白下县，贞观七年（633年）回归旧治，贞观九年（635年），恢复江宁县名。至德二载（757年），在江宁县设置江宁郡，唐肃宗上元二年（761年），江宁县改为上元县。
五代十国天祐十四年（917年），杨吴政权从上元县分出江宁县。两县同城而治，以秦淮河为界，河北为上元、河南为江宁，同属升州管辖。两县并存的局面持续了近千年。南唐期间，改金陵府为江宁府。北宋时属江宁府，南宋时属建康府，元朝属集庆路，明朝属应天府、清朝属江宁府。洪武九年（1376年）六月，与和州、滁州划地给新置的江浦县。
中华民国建立后，于1912年撤上元县、江宁县置南京府。不久，南京府废，仍置江宁县。1927年，成立南京特别市，以江宁县的城区，即明南京城为主体。但南京市政府与江苏省政府就南京市的范围，多有争执（参见：南京市 (中華民國)#管轄範圍），而江宁县也得以暂时留存。
1949年4月，中国人民解放军发起渡江战役。23日，攻占南京城。24日，解放军第35军第104、105师追击溃逃的中华民国国军，至湖熟、汤山等地。随着效忠于中华民国政府的各类人员南逃，江宁县政府瓦解。中共方面称之为“江宁解放”。中共派出的接管江宁县的工作队，于26日，由胡宏率队从镇江抵达南京。28日，胡宏率工作队和第八兵团的一个连进驻东山镇（在今江宁区东山街道），在第35军配合下，收容江宁县政府残留人员280余人。同日，江宁县人民政府成立，属镇江行政分区。宋波为江宁县县长，王风先为副县长。5月2日，组成中共江宁县委，胡宏为中共江宁县委书记。至5月底，江宁县所辖47个乡镇全部建立起相应的人民政府。中华人民共和国成立后，江宁县初属镇江专区，后属南京市。1962年，再度划入镇江专区。1971年，由镇江地区划回南京市。2000年，江宁撤县设江宁区，成为南京市11个市辖区之一。

### 引用
1. ↑  南京市地方志编纂委员会. . 北京: 方志出版社. 2009. ISBN 9787802386952.
2. ↑  《明史·志第十六·地理一》
3. ↑  . 中共南京市江宁区委员会网站. 2010-09-28  [2018-06-16]. （原始内容存档于2018-06-16） （简体中文）.